# Tenrekowiec pręgowany
Tenrekowiec pręgowany, tenrek pręgowany (Hemicentetes semispinosus) – gatunek ssaka z rodziny tenrekowatych (Tenrecidae) w rzędzie afrosorkowców. Odróżnia się żółtą bądź pomarańczową okolicą karku kontrastującą z ciemnym ciałem w jasne pasy. Na grzbiecie ma narząd strydulacyjny. Zamieszkuje wilgotne lasy i tereny otwarte wschodniego Madagaskaru. Prowadzi rodzinny tryb życia. Żywi się bezkręgowcami.

## Genetyka
Kariotyp liczy 38 chromosomów. Tyle samo występuje u drugiego gatunku tego rodzaju.

## Budowa
Długość ciała od 104 do 172-176 mm, średnio 140 mm, długość ucha 12–20 mm, długość tylnej stopy 19–30 mm; masa ciała 76–108 g, wedle Marshalla i Eisenberga nawet 125-280 g. Czaszka tenrekowców, jak opisuje Jenkins, jest smukła i wydłużona, o bardzo dobrze rozwiniętym grzebieniu karkowym, natomiast pozbawiona go wedle starszych źródeł. Uszy są średnich rozmiarów. Pysk jest wydłużony, z pośrodkową żółtą pręgą. Jenkins zwraca uwagę na wysmuklone kości łzowe i smukłe żuchwy o niskich i zaokrąglonych wyrostkach dziobiastych. Występuje rhinarium, czyli nieowłosiony obszar okolic nosa, który okrywają owalne w kształcie łuski. Zęby delikatne; między przednimi występuje diastema. Trzonowce mają zredukowane talony. Wzór zębowy:
| Wzór zębowy | Wzór zębowy | I | C | P | M |
| ----------- | ----------- | - | - | - | - |
| 40          | =           | 3 | 1 | 3 | 3 |
| 40          | =           | 3 | 1 | 3 | 3 |

.
Grzbiet pokrywa kolczasta sierść o długich włosach spełniających funkcje ochronne i skromnym, wełniastym podszerstku. Podstawową barwą jest czerń, kontrastująca z szerokimi jasnymi pasami, biegnącymi pośrodkowo i po bokach przez grzbiet. Mogą mieć barwę żółtą, pomarańczową, płowoczerwoną. Obszar złożony z jasnych kolców biegnie od szczytu głowy przez kark, ponadto między ciemnymi kolcami grzbietu rozlokowane są jeszcze nieliczne jasne. Pośrodkowo w tylnej części grzbietu mieści się narząd stryduladyjny, tworzony przez czerwonawopłowe potężne kolce w liczbie 14. Pod nimi znajduje się mięsień skórny tworzący dysk wibracyjny. Jego skurcz powoduje szybkie pocieranie kolców o siebie, wywołujące ultradźwięki słyszane przez inne osobniki w odległości do 10 m. Umaszczenie brzucha jest jasnoczerwono-płowobrązowe do żółtego; pokrywają go kolce i nieliczne bardziej miękkie szczeciniaste włosy. Podobne rzadkie włosy porastają też kończyny zwierzęcia.
Występuje 20-21 kręgów lędźwiowych. Spojenie łonowe bywa otwarte, prawdopodobnie u samic. Układ wydalniczy i rozrodczy kończą się wspólnym ujściem.
Zewnętrzny ogon nie występuje.
Przedramię ma znaczną ruchomość. Przednie stopy Jenkins opisuje jako szerokie. Kość gruszkowata tenrekowców jest długa i cieńsza niż u innych tenreków. Śródręcze długie, zwłaszcza promienie II i III. Palce pierwszy i piąty są krótkie, w przeciwieństwie do długich palców II, III i IV, zakończonych długimi, mocnymi, nieco zakrzywionymi pazurami. Dystalna część kości udowej tenrekowców jest szersza niż u innych tenrekowatych. Kończą ją płytkie kłykcie i równie płytka bruzda rzepkowa (patellar groove). Kość piszczelowa nie jest bardzo silnie zbudowana. Ruchomość stawu skokowego przewyższa ruchomość nadgarstka, umożliwiając stopie pronację i supinację. Stopy tylne są umiarkowanie szerokie, palce II, III i IV również mają długie pazury.

## Systematyka
Tenrekowiec pręgowany zalicza się do rodziny tenrekowatych (Tenrecidae), kreowanej jeszcze w pierwszej połowie XX wieku, której miejsce na drzewie rodowym łożyskowców było przedmiotem kontrowersji. Umieszczana w grupach Plantigradae, a później owadożerne (Insectivora) po usunięciu ich z klasyfikacji przeniesiona została do nowo utworzonego rzędu afrosorków, do którego należą też prowadzące podziemny tryb życia złotokretowate oraz polujące w rzekach wodnice (Potamogalidae), zaliczane niegdyś do tenrekowatych.
Rodzina tenrekowatych obejmuje 3 podrodziny. Tenreki obejmują 5 gatunków, uszorki stanowią takson monotypowy, a największa podrodzina ryżorków obejmuje 25 gatunków, w większości z rodzaju tenreczek. Tenrekowiec zalicza się do podrodziny tenreków (Tenrecinae). Obejmuje ona 4 rodzaje: Hemicentetes (tenrekowiec), Chinops (tenreczynek), Setifer (jeżokret) i Tenrec (tenrek). Tenrekowiec wyżynny zalicza się do rodzaju tenrekowiec o następującej etymologii:
- Hemicentetes: gr. ἡμι- hēmi- „pół-, mały”, od ἡμισυς hēmisus „połowa”; rodzaj Centetes Illiger, 1811 (tenrek)[13].

Rodzaj ten tworzy klad z tenrekiem. Zawiera jako jedyny w swej podrodzinie dwa współczesne gatunki: tenrekowiec wyżynny i tenrekowiec pręgowany.
Gatunek po raz pierwszy naukowo opisał w 1798 roku francuski przyrodnik Georges Cuvier nadając mu nazwę Ericulus semispinosus. Jako miejsce typowe odłowu holotypu Cuvier wskazał Madagaskar. W przeszłości niektórzy autorzy zaliczali go do jednego gatunku z tenrekowcem wyżynnym. Etymologia nazwy gatunkowej jest następująca: semispinosus: łac. semi- „pół-”, od semis, semissis „połowa”, od as, assis „cały”; spinosus „ciernisty, kolczasty”, od spina „cierń, kolec”.
H. semispinosus różni się od H. nigriceps cechami czaszkowo-zębowymi i wyglądem zewnętrznym. W niektórych obszarach występowania są sympatryczne. Gatunek monotypowy.

## Tryb życia

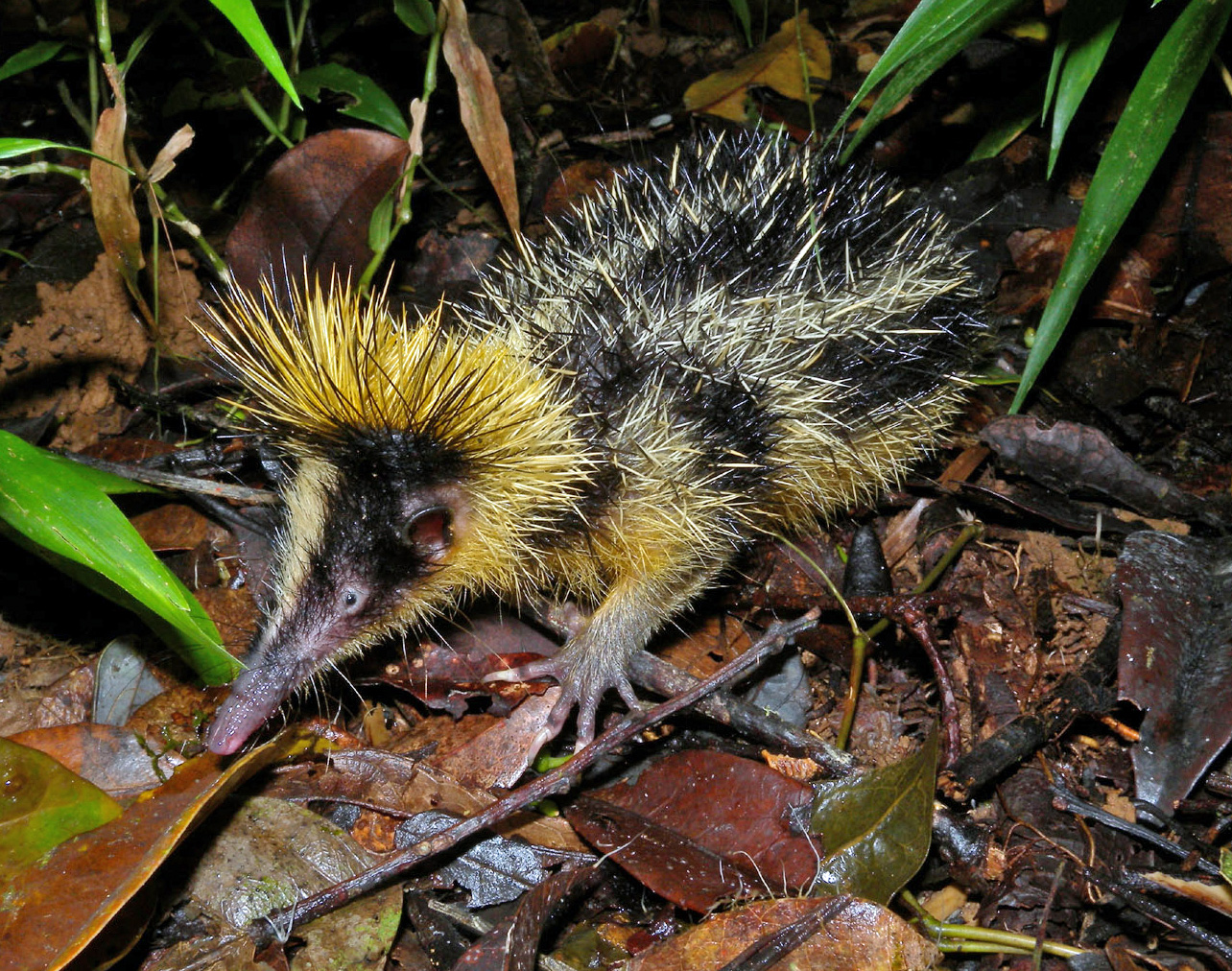
Tenrekowiec pręgowany, Mantadia, 2010

Tenrekowiec pręgowany w chwili zagrożenia, podobnie jak jeżokret kłujący (Setifer setosus), zwija się częściowo w kulkę, poruszając szybko kolcami znajdującymi się na karku, co powoduje przejmujący szczęk. Zachowuje aktywność w dzień i w nocy, bardziej jednak w dzień. Pożywienia poszukuje wczesnym rankiem, za dnia bądź wieczorem. Szczyt aktywności obserwowano w południe (samica z młodymi), między godzinami 13 a 14 bądź między 18 a 20:15, ze szczytem między 18 a 19. Kolejny szczyt aktywności przypada na czas między 4 a 6. Po południu natomiast tenrekowiec pręgowany odpoczywa. Na miejsce spoczynku obiera sobie płytkie jamy, które sam drąży.
Zwierzę zachowuje aktywność przez cały rok, aczkolwiek od maja do października jest ona znacznie mniejsza. Zimą spada podstawowy metabolizm (o 49%) i temperatura ciała. Tenrekowiec pręgowany jednak okresowo budzi się wtedy ze snu zimowego. W przeciwieństwie do obligatoryjnego snu zimowego tenrekowca wyżynnego, u tenrekowca pręgowanego jest on fakultatywny. W rezerwacie Ivohibe osobniki odławiane w sierpniu i wrześniu były chłodne i nieruchawe po chłodnych nocach, jednak w ich układzie pokarmowych znaleziono pożywienie, co wskazuje na torpor dzienny bądź sezonowy.
Tenrekowiec pręgowany może wieść samotny tryb życia, niemniej zazwyczaj spędza je w prostych grupach rodzinnych złożonych z matki, ojca i ich potomstwa bądź nawet rozszerzonych grupach rodzinnych, które liczą do trzech pokoleń tenrekowców pręgowanych i niekiedy ponad 20 osobników. Prosta grupa rodzinna mieszkać może w prostej jamie w ziemi, natomiast rozszerzona tworzyć dość skomplikowany system nor. Nory takie występują w lasach pierwotnych lub wtórnych. Osobniki skupione w grupach potrafią też razem żerować. Kontaktują się ze sobą za pomocą sygnałów głosowych, w tym tworzonych za pomocą narządu strydulacyjnego na grzbiecie. Pocierając tworzące go kolce, wytwarzają dźwięki słyszane przez towarzyszy z odległości do 10 m. W niewoli zaobserwowano również cmokanie językiem i wargami w trakcie eksploracji nieznanego otoczenia. Uważa się, że zachowanie takie może służyć echolokacji.
Zagrożone tenrekowce stroszą kolce na głowie. Zazwyczaj są one położone, jednak wówczas prostują się w górę i na boki. Wysoce zaniepokojone zwierzę stroszy także kolce grzbietu. Wydaje też bzyczące dźwięki. W obronie własnej tenrekowce mogą uderzać przeciwnika swoją kolczastą głową. Odnotowano także walki samców tenrekowców, mniej agresywne niż w obronie przed drapieżnikami, obejmujące ruchy głową i uderzanie nosem, niekiedy połączone ze stroszeniem kolców. Walki takie wzmaga obecność samicy. Zupełnie inaczej postępują osobniki żeńskie, w razie spotkań dotykając się i wycofując. Spotykając narzucającego się samca, niechętna samica również może nastroszyć na niego kolce.

### Cykl życiowy
W sprzyjających warunkach rozród może trwać cały rok, choć niegdyś łączono go z porą deszczową. Samiec dotyka swoim nosem nosa samicy, jej ucha i odbytu. Wspina się na nią w końcu, na co samica odpowiada, przyjmując pozycję lordozy. Owulacja może zachodzić w następstwie kopulacji z samcem i pierwsze współżycie może nie prowadzić do ciąży. Kiedy już samica zachodzi w ciążę, trwa ona około 58 dni, wedle starszych źródeł 55-58. Ciężarne samice odławiano w maju, lipcu i październiku. Nosiły one w macicy odpowiednio 7, 3 i 7 zarodków. Badania w rezerwacie Analazamaotra ujawniły od 5 do 8 noworodków w miocie. W niewoli mioty mogą być liczniejsze i dochodzić do 11 młodych. Te same starsze źródła podają, że na wolności rodzi się średnio 6,3 noworodka. W niewoli zbadano również rozwój młodych. W pierwszym dniu życia rozpoczynał się rozwój kolców i okrywy włosowej, które wykształcały się ostatecznie w piątym dniu, natomiast czwartego dnia młode zaczynały eksplorować norę. Przychodząc na świat ślepe, otwierały one oczy między siódmym a dziesiątym dniem życia, natomiast w wieku trzech tygodni zaczynały przyjmować pokarm stały. W wieku 16 dni zaczynał u nich wibrować narząd strydulacyjny. W wieku 20 dni młode osobniki miały już całkowicie rozwinięte futro z kolcami. Mając zaledwie 35-40 dni, osiągały dojrzałość płciową. W wieku 40 dni ich wzrost ulegał zahamowaniu. Maksymalna odnotowana długość życia w niewoli wedle Marshalla Eisenberga to 30 miesięcy.

## Rozmieszczenie geograficzne
Tenrekowiec pręgowany występuje na Madagaskarze, zamieszkując jego wschodnią część oraz Northern i Central Highlands. Występuje na wysokości od poziomu morza do 1550 bądź 2050 m. IUCN ocenia zasięg występowania tenrekowca pręgowanego jako szeroki.

## Ekologia
Siedliskiem tenrekowca pręgowanego są wilgotne i otwarte lasy, pierwotne i wtórne. Radzi on sobie na terenach zdegradowanych działalnością człowieka, w tym rolniczych i miejskich, występuje także w ogrodach i na trawnikach.
Pokarm tego gatunku stanowią głównie pierścienice i prostoskrzydłe, jak i larwy chrząszczy. Na żer wyrusza tenrekowiec pręgowany wczesnym rankiem, za dnia bądź wieczorem. Dźdżownic szuka w miękkiej i zacienionej glebie, owadów w ściółce. W niewoli karmiono go, jak inne tenrekowate, pastą z końskiego surowego mięsa, mleka i płatków zbożowych dla dzieci, wymagał jednak uzupełnienie diety o pierścienice.
Na tenrekowce pręgowane polują fossa madagaskarska, fanaloka madagaskarska, galidia kasztanowata, gdzieniegdzie człowiek rozumny oraz duże węże.

## Zagrożenia i ochrona
Zwierzę występuje obficie, także w siedliskach antropogenicznych, miejskich.
Biorąc pod uwagę szeroki zasięg występowania gatunku i jego dobrą tolerancję siedlisk zmienionych przez człowieka, IUCN klasyfikuje go jako gatunek najmniejszej troski. Status taki (bądź analogiczny) przyznaje mu nieprzerwanie od 1996, z kolejnymi ocenami w latach 2006, 2008 i 2015.
Nie ma istotnych zagrożeń dla istnienia gatunku. Ludzie polują na niego dla mięsa. Lokalnie zagraża mu rolnictwo i pozyskiwanie drewna.
Zwierzę zasiedla obszary chronione, wśród których IUCN wymienia rezerwaty Pic d’Ivohibe, Anjanaharibe-Sud i Analamazaotra oraz parki narodowe Masoala, Ranomafana i Mantadia.